# Marek Kocot
Marek Kocot (ur. 24 sierpnia 1971 w Szczecinie) – polski aktor, reżyser teatralny, dramaturg. Absolwent PWST we Wrocławiu (rocznik 1994). Na scenie zadebiutował rolą Anioła w spektaklu „Romans Róży” w 1992 roku na deskach Teatru Współczesnego we Wrocławiu. Autor sztuk „Ogród rogaczy” i „Audiotele”. W latach 1995–1997 związany z Teatrem Wybrzeże w Gdańsku, od 2002 roku aktor Teatru Współczesnego we Wrocławiu. W latach 2005–2010 prezenter pogody w TVP Wrocław. Ma syna Jerzego Marka.

## Filmografia
- 1994 – 1995: Radio Romans – „ochroniarz” (odc. 23 Spięcia, odc. 26 Porwanie, odc. 27 Halo! Halo! Dominika!, odc. 28 Uwolnić Dominikę)
- 1995: Ekstradycja – cyngiel Cyrka (odc. 1)
- 1996: Ekstradycja 2 – żołnierz estońskiej mafii (odc. 7)
- 1997: Klan – technik montujący u Pawłów stałe łącze internetowe
- 2000: Lokatorzy – Adolf „Adek”, barman w klubie „Muszelka” (odc. 20 Średnia krajowa, odc. 22 Wszystko jest grą)
- 2000: Piotrek zgubił dziadka oko, a Jasiek chce dożyć spokojnej starości – Edek (odc. 4 Zjazd koleżeński)
- 2003–2004: Fala zbrodni – „Pantera” (odc. 1-14)
- 2003: Na Wspólnej – ochroniarz
- 2004: Pierwsza miłość – szofer limuzyny, który wiózł do ślubu Emilię Śmiałek i Andrzeja Pałkowskiego
- 2005–2007: Warto kochać – policjant na Komendzie Głównej we Wrocławiu
- 2006–2007: Pogoda na piątek
- 2008: Pierwsza miłość – gondolier znad Odry na gondoli którego zaręczyli się Marysia Radosz i Paweł Krzyżanowski
- 2013: Głęboka woda – lekarz (sezon II, odc. 2)
- 2014: Prawo Agaty – pediatra (odc. 79)

## Role teatralne
We Wrocławskim Teatrze Współczesnym:
- 1992: Romans Róży – Anioł
- 2002: Odejście głodomora – Strażnik II
- 2003: Zwycięstwo – Pieczeń; Southwark; Undy
- 2004: Księga Hioba
- 2004: Niskie Łąki – Bozia
- 2005: Mały Kominiarczyk – Clem
- 2006: Uciekający samolot – Pasażer (Lekarz)
- 2006: Balladyna
- 2008: Powrót do domu – Joey

W Teatrze Wybrzeże w Gdańsku:
- 1994: Było sobie kiedyś miasto – Esch
- 1994: Piotruś Pan – Skylight
- 1995: Trzy siostry – Włodzimierz Rode
- 1996: Hamlet, książę Danii – Francisco
- 2001: Audiotele

W Teatrze Miejskim im. Witolda Gombrowicza w Gdyni:
- 1997: Sen nocy letniej – Puk
- 1997: Baśnie japońskie – Demon Ognia
- 1998: Dżuma – Raul
- 1999: Tango – Edek
- 2000: Anioł zstąpił do Babilonu – Policjant

W Nadbałtyckim Centrum Kultury w Gdańsku:
- 2000: Ogród rogaczy – Ryszard Kamiński

W Teatrze Komedia we Wrocławiu:
- 2007: Pecunia non olet? – Sokrates

Od 13 lutego 2011 roku prowadzi antykabaret „Dobry Wieczór we Wrocławiu”.